# Bojová sestava bitvy u Slavkova
Bojová sestava bitvy u Slavkova podrobně popisuje armády napoleonské Francie a třetí protifrancouzské koalice, které se střetly v bitvě u Slavkova dne 2. prosince 1805 (podle juliánského kalendáře užívaného v Rusku 20. listopadu 1805, podle francouzského revolučního kalendáře 11. frimairu roku 14 republiky). Vzhledem k osobní účasti všech tří panovníků – francouzského, rakouského a ruského – bývá nazývána také bitvou tří císařů. Bojová sestava (ordre de bataille) proti sobě staví na jedné straně francouzskou Grande Armée a na druhé straně spojenecké rusko-rakouské síly.
Pozor: Početní údaje u vyšších organizačních celků nemusejí odpovídat prostým součtům počtů u jednotek nižší úrovně v nich zařazených. Údaje v různých zdrojích se rozcházejí a mohou pracovat i s odlišnými výpočty.

## Francouzská armáda
Armáda Francouzského císařství zvaná Velká (Grande Armée) vznikla v srpnu 1805 přejmenováním z Armády oceánského pobřeží (Armée des côtes de l'Océan), která byla od roku 1803 připravována k vylodění do Anglie, s tím, že určitou samostatnost si původně držela její odloučená část Mohanská armáda (Armée du Main), tvořená prvním a druhým sborem a samostatným sborem Bavorského kurfiřtství. Velká armáda představovala vojsko zkušené z předchozích bojů francouzské revoluce (1792–1801) a důkladně připravované na vylodění v Anglii (1803–1805). Její síla spočívala v moderní organizaci vybudované za republiky, velmi schopném velitelském sboru a také v mimořádně efektivním týlovém zabezpečení včetně systému rekvizic.
Vrchním velitelem byl císař Napoleon I.
Celkem zhruba 74 000 mužů.

### Hlavní stan
Hlavní stan, přesněji císařský nejvyšší hlavní stan (Grand quartier général impérial) byl tvořen císařovým vojenským domem a hlavním stanem.
- vrchní velitel: Napoleon I., císař Francouzů
- císařův vojenský dům (Maison militaire de l'Empereur):[2][5]
  - velkomaršál paláce (Grand-Maréchal du Palais): divizní generál Jean-Baptiste-Geraud Duroc
  - nejvyšší podkoní[5] / vrchní štolba[6] (Grand-Ecuyeur): divizní generál Armand-Louis-Augustin de Caulaincourt
  - císařovi pobočníci:[5][pozn. 2]
    - divizní generál Jean-Andoche Junot (generálplukovník husarů)
    - divizní generál Jacques-Alexandre-Bernard-Law de Lauriston
    - divizní generál Anne-Jean-Marie-René de Savary (velící plukovník Elitní legie četnictva Císařské gardy)
    - brigádní generál Henri-Gatien Bertrand (hlavní inspektor ženijního vojska)
    - brigádní generál Claude-Mathieu Gardane (guvernér pážat)
    - brigádní generál Jean-Léonor-François Le Marois
    - brigádní generál Georges Mouton
    - plukovník Anne-Charles Lebrun
- císařský hlavní stan (Quartier général impérial):
  - náčelník generálního štábu[7] / generálmajor Velké armády (Major général de la Grande Armée)[5]: maršál Louis-Alexandre Berthier (ministr války)
  - hlavní pobočník (aide-major général)[7] / zástupce generálmajora náčelník hlavního štábu (Aide-major général chef d'état-major général)[5]: divizní generál Antoine-François Andréossy
  - hlavní ubytovatel (maréchal de logis)[7] / zástupce generálmajora ubytovatel (Aide-major général maréchal des logis)[5]: divizní generál Guillaume-Mathieu Dumas
  - velitel topografické služby[7] / zástupce generálmajora ředitel topografické služby (Aide-major général directeur du service topographique)[5]: brigádní generál Nicolas-Antoine Sanson
  - hlavní inspektor dělostřelectva[7] / vrchní velitel dělostřelectva (Commandant en chef de l'artillerie)[5]: divizní generál Nicolas de Songis des Courbons (první hlavní inspektor dělostřelectva)
  - náčelník štábu dělostřelectva (Chef d'état-major de l'artillerie)[5]: brigádní generál Joseph-Marie Pernetti[pozn. 3]
  - hlavní inspektor ženijních vojsk[7] / vrchní velitel ženijního vojska (Commandant en chef du génie)[5]: divizní generál Armand-Samuel de Marescot (první hlavní inspektor ženijního vojska)
  - náčelník štábu ženijního vojska (Chef d'état-major du génie)[8]: major Bizot Ducoudsary
  - hlavní intendant[7] (Intendant général)[8]: státní rada Claude Pétiet
  - vrchní přehledový inspektor (Inspector en chef aux revues)[8]: divizní generál Jacques-Pierre Orillard, kníže de Villemanzy

### 1. sbor
První sbor (1er Corps) vznikl v srpnu 1805 z francouzských okupačních jednotek v Hannoverském kurfiřtství jako součást Mohanské armády. Zahrnoval dvě pěší divize a Kellermannovu lehkou jízdní divizi, která však byla pro bitvu přidělena Muratovu záložnímu jezdectvu. Celý sbor byl 28. listopadu 1805 narychlo povolán od Jihlavy a Třebíče k Brnu a dělostřelecká záloha s ženisty sboru se proto bitvy neúčastnili.
Celkem asi 11 280 mužů: 18 praporů pěchoty (10 861 mužů) a 22 děl (229 mužů)
- velitel: maršál Jean-Baptiste-Jules Bernadotte
  - náčelník štábu: divizní generál Victor-Léopold Berthier
  - velitel dělostřelectva: divizní generál Jean-Baptiste Eblé
  - velitel ženijního vojska: plukovník Joseph-Antoine Morio
- 1. pěší divize – 9 praporů pěchoty (5 075 mužů) a 10 děl (111 mužů),[8] divizní generál Olivier Rivaud de la Raffinière
  - 1. brigáda – brigádní generál Michel Pacthod[pozn. 4]
    - 8. řadový pěší pluk – 3 prapory (1 858 mužů[10]), plukovník Jean-François-Etienne Autié
    - 45. řadový pěší pluk – 3 prapory (1 603 mužů[10]), plukovník Jean-Léonard Barrié

  - 2. brigáda – brigádní generál Pierre-Charles Dumoulin[pozn. 4]
    - 54. řadový pěší pluk – 3 prapory (1 614 mužů[10]), plukovník Armand Philippon

  - divizní dělostřelectvo[pozn. 5]
    - 1. rota 8. pluku pěšího dělostřelectva (6 děl)
    - 2. rota 3. pluku jízdního dělostřelectva (6 děl)
- 2. pěší divize – 9 praporů pěchoty (5 786 mužů) a 12 děl (118 mužů),[8] divizní generál Jean-Baptiste Drouet
  - 1. brigáda – brigádní generál Bernard-George-François Frére
    - 94. řadový pěší pluk – 3 prapory (1 814 mužů[10]), plukovník Jean-Nicolas Razout
    - 95. řadový pěší pluk – 3 prapory (1 903 mužů[10]), plukovník Marc-Nicolas-Louis Péchaux

  - 2. brigáda – brigádní generál François-Jean Werlé
    - 27. lehký pěší pluk – 3 prapory (2 069 mužů[10]), plukovník Jean-Baptiste Charnotet

  - divizní dělostřelectvo
    - 2. rota 8. pluku pěšího dělostřelectva (6 děl)
    - 3. rota 3. pluku jízdního dělostřelectva (6 děl)

### 3. sbor
Třetí sbor (3e Corps) vznikl v srpnu 1805 z pravokřídelního sboru Armády oceánského pobřeží, původně složený z Bissonovy, Friantovy a Gudinovy pěší divize a Vialannesovy lehké jízdní divize. Bissonova pěchota však byla během tažení převelena k Lannesovu 5. sboru (pod Caffarelliho vedením) a ostatní jednotky krátce před bitvou kontrolovaly prostor mezi Vídní a Prešpurkem (Bratislavou). Odtud byly pěší divize 29. listopadu 1805 urychleně povolány k Brnu a Vialannesovu jízdu, ponechanou k ostraze uherských hranic, měla nahradit Bourcierova dragounská divize odvelená od Muratova záložního jezdectva. Friantovi pěšáci a Bourcierovi jezdci i přes velké množství opozdilců stihli přijít na bojiště včas a rozhodujícím způsobem zasáhli do bojů na jižním křídle, zatímco Gudinova pěší divize dorazila až po bitvě.
Celkem asi 5 660 mužů: 10 praporů pěchoty (asi 3 100 mužů), 21 eskadron dragounů (asi 900 mužů) a 9 děl (190 mužů)
- velitel: maršál Louis-Nicolas Davout (generálplukovník gardových pěších granátníků)
  - náčelník štábu: brigádní generál Joseph-Augustin Fournier de Loysonville, markýz d'Aultanne[pozn. 6]
  - velitel dělostřelectva: divizní generál Jean-Barthelemont Sorbier
  - velitel ženijního vojska: brigádní generál Victor-Antoine Andréossy
- 2. pěší divize – 10 praporů pěchoty (asi 3 100 mužů),[14] divizní generál Louis Friant
  - 1. brigáda – asi 800 mužů,[13][pozn. 7] brigádní generál George Kister
    - 15. lehký pěší pluk – 2 prapory (asi 320 mužů[11]), velitel neznámý[13][pozn. 8]
    - 33. řadový pěší pluk – 2 prapory (asi 610 mužů[11]), plukovník Jean Saint-Raymond

  - 2. brigáda – brigádní generál Etienne Heudelet de Bière
    - 108. řadový pěší pluk – 2 prapory (asi 800 mužů[13][pozn. 7]), plukovník Joseph Higonet
    - voltižéři 15. lehkého pěšího pluku – 2 roty (asi 60 mužů[11])

  - 3. brigáda – asi 1 500 mužů,[13][pozn. 7] brigádní generál Pierre-Charles Lochet
    - 48. řadový pěší pluk – 2 prapory (asi 630 mužů[11]), plukovník Joseph Barbanègre
    - 111. řadový pěší pluk – 2 prapory (asi 720 mužů[11]), plukovník Jacques-François Gay

  - divizní dělostřelectvo[pozn. 9]
    - 2. rota 7. pluku pěšího dělostřelectva (6 děl[11])
- 4. dragounská divize – 21 eskadron dragounů (asi 900 mužů) a 3 děla (60 mužů),[14] divizní generál François-Antoine-Louis Bourcier
  - 1. brigáda – asi 310 mužů,[13][pozn. 10] brigádní generál Jean-Baptiste-Antoine Laplanche
    - 18. dragounský pluk – 3 eskadrony (asi 330 mužů[11]), plukovník Charles Lefebvre-Desnoëttes
    - 19. dragounský pluk – 3 eskadrony (asi 410 mužů[11]), plukovník Auguste-Jean-François Caulaincourt

  - 2. brigáda – asi 210 mužů,[13][pozn. 10] brigádní generál Louis-Michel-Antoine Sahuc
    - 15. dragounský pluk – 3 eskadrony (asi 340 mužů[11]), velitel neznámý[pozn. 11]
    - 17. dragounský pluk – 3 eskadrony (asi 360 mužů[11]), velitel neznámý[pozn. 12]

  - 3. brigáda – asi 190 mužů,[13][pozn. 10] brigádní generál Jean-Antoine Verdier[pozn. 13]
    - 25. dragounský pluk – 3 eskadrony (asi 480 mužů[16]), plukovník Antoine Rigaud[pozn. 14]
    - 27. dragounský pluk – 3 eskadrony (asi 347 mužů[11]), plukovník Denis Terreyre

  - 1. dragounský pluk – 3 eskadrony (asi 330 mužů[11]), plukovník Jean-Toussaint Arighi de Casanova[pozn. 15]
  - divizní dělostřelectvo
    - 3. rota 2. pluku jízdního dělostřelectva (3 děla[11])

### 4. sbor
Čtvrtý sbor (4e Corps) vznikl jako nejpočetnější z Armády oceánského pobřeží o čtyřech pěších divizích a Margaronově jízdní divizi, Suchetovu pěší divizi však v říjnu 1805 přenechal Lannesovu 5. sboru. Tvořil jádro Velké armády a po příchodu na Moravu až do konce listopadu zabezpečoval její pravé křídlo u Bučovic. Jednotky sboru byly odpočaté, neboť v prostoru bojiště bivakovaly po dobu čtyř nocí před bitvou.
Celkem 31 praporů pěchoty (22 736 mužů), 10 eskadron jezdectva (1 018 mužů) a 35 děl (598 mužů)
- velitel: maršál Jean de Dieu Soult (generálplukovník gardových pěších myslivců)
  - náčelník štábu: divizní generál Jean Saligny
  - velitel dělostřelectva: brigádní generál Jean-Ambroise Baston de La Riboisière[pozn. 16]
  - velitel ženijního vojska: plukovník Jean-Etienne Poitevin
- 1. pěší divize – 10 praporů pěchoty (7 938 mužů) a 8 děl (120 mužů),[14] divizní generál Louis-Vincent-Joseph Saint-Hilaire
  - 1. brigáda – brigádní generál Charles-Antoine-Louis Morand
    - 10. lehký pěší pluk – 2 prapory (1 488 mužů[18]), plukovník Pierre-Charles Pouzet

  - 2. brigáda – brigádní generál Paul-Charles-François-Henri Dieudonné Thiébault
    - 14. řadový pěší pluk – 2 prapory (1 551 mužů[18]), plukovník Jacques-François-Marc Mazas
    - 36. řadový pěší pluk – 2 prapory (1 643 mužů[18]), plukovník Antoine-Charles Houdard de Lamotte

  - 3. brigáda – brigádní generál Louis-Prix Varé[pozn. 17]
    - 43. řadový pěší pluk – 2 prapory (1 598 mužů[18]), plukovník Guillaume-Raymond-Amant Vivies[pozn. 18]
    - 55. řadový pěší pluk – 2 prapory (1 658 mužů[18]), plukovník François-Roche Ledru des Essarts

  - divizní dělostřelectvo[14]
    - 12. rota 5. pluku pěšího dělostřelectva (8 děl[19])
    - 16.  rota 5. pluku pěšího dělostřelectva[pozn. 19]
- 2. pěší divize – 10 praporů pěchoty (7 641 mužů) a 8 děl (117 mužů),[14] divizní generál Dominique-Joseph-René Vandamme
  - 1. brigáda – brigádní generál Joseph-François-Ignace Schiner[pozn. 20]
    - 24. lehký pěší pluk – 2 prapory (1 291 mužů[18]), plukovník Charles-Sébastien Marion

  - 2. brigáda – brigádní generál Claude-François Férey
    - 46. řadový pěší pluk – 2 prapory (1 350 mužů[18]), plukovník Guillaume-Latrille de Lorencez
    - 57. řadový pěší pluk – 2 prapory (1 743 mužů[18]), plukovník Jean-Pierre-Antoine Rey

  - 3. brigáda – brigádní generál Jacques-Lazare Savettier de Candras
    - 4. řadový pěší pluk – 2 prapory (1 658 mužů[18]), major Auguste-Julien Bigarré[pozn. 21][18]
    - 28. řadový pěší pluk – 2 prapory (1 599 mužů[18]), plukovník Jean-George Edighoffen

  - divizní dělostřelectvo[14]
    - 13. rota 5. pluku pěšího dělostřelectva (8 děl[19])
    - 16. rota 5. pluku pěšího dělostřelectva[pozn. 19]
- 3. pěší divize – 11 praporů pěchoty (7 157 mužů) a 8 děl (116 mužů),[14] divizní generál Claude-Juste-Alexandre Legrand
  - 1. brigáda – brigádní generál Pierre Merle
    - 26. lehký pěší pluk – 2 prapory (1 564 mužů[18]), plukovník François-René Pouget
    - Pádští tirailleuři (tirailleurs de Pô)[pozn. 22] – 1 prapor (asi 590 mužů[19]),[pozn. 23] šéf batalionu (chef de bataillon) Étienne Hulot[18][20][21]
    - Korsičtí tirailleuři (tirailleurs corses)[pozn. 22] – 1 prapor (asi 640 mužů[19]),[pozn. 23] šéf batalionu (chef de bataillon) Philippe-Antoine d'Ornano[18]

  - 2. brigáda – brigádní generál Victor Levasseur
    - 18. řadový pěší pluk – 2 prapory (1 402 mužů[18]), plukovník Jean-Baptiste-Ambroise Ravier
    - 75. řadový pěší pluk – 2 prapory (1 688 mužů[18]), plukovník François L'Huillier[18][22]

  - 3. brigáda – brigádní generál Jean-Baptiste-Michel Féry[14][pozn. 24]
    - 3. řadový pěší pluk – 3 prapory (1 644 mužů[18]), major Laurent Schobert

  - divizní dělostřelectvo[14]
    - 14. rota 5. pluku pěšího dělostřelectva (8 děl[19])
    - 16. rota 5. pluku pěšího dělostřelectva[pozn. 19]
- Lehká jezdecká divize[7][14] (někdy uváděná jako brigáda[20][26]) – 10 eskadron jezdectva (1 018 mužů) a 5 děl (91 mužů),[14] brigádní generál Pierre Margaron[pozn. 25]
  - 8. husarský pluk – 3 eskadrony (359 mužů[18]), plukovník Jean-Baptiste Franceschi-Delonne
  - 11. pluk jízdních myslivců – 4 eskadrony (asi 320 mužů[19]),[pozn. 26] plukovník Bertrand Bessières
  - 26. pluk jízdních myslivců – 3 eskadrony (asi 330 mužů[19]),[pozn. 26] plukovník Elexandre-Elisabeth-Michel Digeon
  - 4. rota 5. pluku jízdního dělostřelectva (5 děl[19])
- dělostřelecká záloha sboru, 6 děl a 154 mužů[14]
  - 17. rota 5. pluku pěšího dělostřelectva
  - 18. rota 5. pluku pěšího dělostřelectva
- ženisté sboru[14]
  - 1. rota 5. sapérského praporu
  - 2. rota 5. sapérského praporu

### 5. sbor
Pátý sbor (5e Corps) vznikl v srpnu 1805 z předvoje Armády oceánského pobřeží a zahrnoval Gazanovu pěší divizi, Oudinotovu granátnickou divizi a Treillardovu lehkou jezdeckou divizi/brigádu. Ke Slavkovu však došel v úplně jiném složení. V říjnu mu Soultův 4. sbor předal Suchetovu divizi, v listopadu byla Gazanova divize převelena k nově vznikajícímu Mortierovu 8. sboru a nahradila ji Caffarelliho divize od Davoutova 3. sboru. Před bitvou byli Oudinotovi granátníci převedeni do zálohy a Treillardovi jezdci podřízeni Muratovu sboru.
Celkem 20 praporů pěchoty (12 818 mužů), a 14 děl (188 mužů)
- velitel: maršál Jean Lannes
  - náčelník štábu: brigádní generál Jean-Dominique Compans
  - velitel dělostřelectva: brigádní generál Louis-François Foucher
  - velitel ženijního vojska: plukovník François Kirgener
- 1. pěší divize – 10 praporů pěchoty (6 201 mužů) a 6 děl (77 mužů),[29] divizní generál Marie-François-Auguste Caffarelli du Falga
  - 1. brigáda – brigádní generál Jean-Louis Debilly
    - 51. řadový pěší pluk – 2 prapory (1 214 mužů[28]), plukovník Joseph-Alphonse-Hyacinthe-Alexandre Bonnet d'Honnières[27][28][30]
    - 61. řadový pěší pluk – 2 prapory (1 175 mužů[28]), plukovník Jean Nicolas

  - 2. brigáda – brigádní generál Joseph-Laurent Demont
    - 17. řadový pěší pluk – 2 prapory (1 561 mužů[28]), plukovník Nicolas-François Conroux
    - 30. řadový pěší pluk – 2 prapory (1 011 mužů[28]), plukovník François Valterre

  - 3. brigáda – brigádní generál George-Henri Eppler
    - 13. lehký pěší pluk – 2 prapory (1 240 mužů[28]), plukovník Pierre Castex

  - divizní dělostřelectvo[29]
    - 1. rota 7. pluku pěšího dělostřelectva (6 děl[19])
- 2. pěší divize – 10 praporů pěchoty (6 617 mužů) a 8 děl (111 mužů),[29] divizní generál Louis-Gabriel Suchet
  - 1. brigáda – brigádní generál Nicolas-Léonard Beker
    - 34. řadový pěší pluk – 2 prapory (1 615 mužů[28]), plukovník Pierre Dumoustier
    - 40. řadový pěší pluk – 2 prapory (1 149 mužů[28]), plukovník François-Marie-Guillaume Legendre d'Harvesse

  - 2. brigáda – brigádní generál Jean-Marie-Melon-Roger Valhubert
    - 64. řadový pěší pluk – 2 prapor (1 052 mužů[28]), velitel neznámý
    - 88. řadový pěší pluk – 2 prapory (1 428 mužů[28]), plukovník Philibert-Jean-Baptiste-François Curial

  - 3. brigáda – brigádní generál Michel Claparède
    - 17. lehký pěší pluk – 2 prapory (1 373 mužů[28]), plukovník Dominique-Honoré-Antoine-Marie Vedel

  - divizní dělostřelectvo[29][pozn. 28]
    - 15. rota 5. pluku pěšího dělostřelectva (8 děl[19])
    - 16. rota 5. pluku pěšího dělostřelectva (2 děla[19])
- ženisté sboru[29]
  - 2. rota 2. sapérského praporu
  - 5. rota 2. sapérského praporu
  - 5. minérská rota

### Jezdecká záloha
Jezdecká záloha nebo též (Muratův/záložní) jezdecký sbor vznik v srpnu 1805 ze zálohy Armády oceánského pobřeží a jeho velitel princ Murat byl současně zástupcem velitele Velké armády. Po kapitulaci rakouské armády u Ulmu postupoval jako předvoj v patách ustupující ruské armády a jeho jednotky se zúčastnily bojů u Amstettenu i u Hollabrunu. Po příchodu na Moravu nejvíce postoupily k Olomouci, sledovaly protivnické akce a svedly boj u Vyškova. Některé původní části sboru byly v průběhu tažení ponechány k ostraze dobytých území a zásobovacích cest. Před bitvou byla Bourcierova dragounská divize přenechána Davoutovu 3. sboru a nahradily ji jednotky lehkého jezdectva od Bernadottova 1. sboru a Lannesova 5. sboru.
Celkem 75 eskadron jezdectva (6 500 mužů) a 15 děl (cca 200 mužů)
- velitel: maršál Joachim Murat
  - náčelník štábu: brigádní generál Auguste-Daniel Belliard
  - velitel dělostřelectva: brigádní generál Antoine-Alexandre Hanicque
  - velitel ženijního vojska: plukovník Hayelle
- 1. těžká jezdecká divize – 18 eskadron jezdectva (1 480 mužů) a 3 děla (44 mužů),[33] divizní generál Étienne-Marie-Antoine Champion de Nansouty
  - 1. brigáda – 286 mužů,[31] brigádní generál Joseph Piston
    - 1. karabinický pluk – 3 eskadrony (asi 190 mužů[16]), velitel neznámý[pozn. 29]
    - 2. karabinický pluk – 3 eskadrony (asi 180 mužů[16]), plukovník Pierre-Nicolas Morin

  - 2. brigáda – 584 mužů,[31] brigádní generál Armand-Lebrun La Houssaye
    - 2. kyrysnický pluk – 3 eskadrony (asi 250 mužů[16]), plukovník Jean-Frédéric Yvendorff
    - 9. kyrysnický pluk – 3 eskadrony (asi 250 mužů[16]), plukovník Jean-Pierre Doumerc

  - 3. brigáda – 610 mužů,[31] brigádní generál Antoine-Louis Saint-Germain
    - 3. kyrysnický pluk – 3 eskadrony (asi 280 mužů[16]), plukovník Claude-Antoine-Hippolyte Préval
    - 12. kyrysnický pluk – 3 eskadrony (asi 230 mužů[16]), plukovník Jacques-Renard Belfort

  - divizní dělostřelectvo[33]
    - 4. rota 3. pluku jízdního dělostřelectva (3 děla[16])
- 2. těžká jezdecká divize – 12 eskadron jezdectva (1 314 mužů) a 3 děla (počet mužů neznám),[33] divizní generál Jean-Joseph-Ange d'Hautpoul-Salette
  - 1. brigáda – 753 mužů,[31] plukovník Jean-Baptiste Noirot (velitel 5. kyrysnického pluku)
    - 1. kyrysnický pluk – 3 eskadrony (asi 300 mužů[16]), plukovník Marie-Adrien-François Guiton
    - 5. kyrysnický pluk – 3 eskadrony (asi 270 mužů[16]), plukovník Jean-Baptiste Noirot

  - 2. brigáda – 561 mužů,[31] brigádní generál Raymond-Gaspard Bonardy Saint-Sulpice
    - 10. kyrysnický pluk – 3 eskadrony (asi 220 mužů[16]), plukovník Pierre-François Lataye
    - 11. kyrysnický pluk – 3 eskadrony (asi 250 mužů[16]), plukovník Albert-Louis-Emanuel Fouler

  - divizní dělostřelectvo[33]
    - 4. rota 3. pluku jízdního dělostřelectva (3 děla[16])
- 2. dragounská divize – 24 eskadron jezdectva (1 738 mužů) a 3 děla (41 mužů),[33] divizní generál Frédéric-Henri Walther
  - 1. brigáda – 322 mužů,[31] brigádní generál Horace-François-Bastien Sébastiani de la Porta
    - 3. dragounský pluk – 3 eskadrony (asi 180 mužů[16]), plukovník Edmé-Nicolas Fiteau
    - 6. dragounský pluk – 3 eskadrony (asi 150 mužů[16]), velitel neznámý[pozn. 30][31]

  - 2. brigáda – 403 mužů,[31] brigádní generál Dominique-Mansuy Roget
    - 10. dragounský pluk – 3 eskadrony (asi 210 mužů[16]), plukovník Jacques-Marie Cavaignac
    - 11. dragounský pluk – 3 eskadrony (asi 200 mužů[16]), plukovník Jean-Louis-André Bourbier

  - 3. brigáda – 403 mužů,[31] brigádní generál André-Joseph Boussart
    - 13. dragounský pluk – 3 eskadrony (asi 270 mužů[16]), plukovník Armand-Louis Debroc[pozn. 31]
    - 22. dragounský pluk – 3 eskadrony (asi 130 mužů[16]), plukovník Jean-Augustine Carrié de Boissy

  - divizní dělostřelectvo[33]
    - 2. rota 2. pluku jízdního dělostřelectva (3 děla[16])
- Lehká jezdecká divize – 12 eskadron jezdectva (1 267 mužů) a 6 děl (79 mužů),[33] divizní generál François-Étienne Kellermann[pozn. 32]
  - 1. brigáda – 670 mužů,[31] brigádní generál Frédéric-Christoph-Henri-Pierre-Claude de Marisy[pozn. 33]
    - 2. husarský pluk – 3 eskadrony (asi 330 mužů[16]), plukovník Jean-François-Therèse Barbier
    - 5. husarský pluk – 3 eskadrony (asi 340 mužů[16]), plukovník François-Xavier-Nicolas Schwartz

  - 2. brigáda – 597 mužů,[31] brigádní generál Joseph-Denis Picard
    - 4. husarský pluk – 3 eskadrony (asi 280 mužů[16]), plukovník André Burthe
    - 5. pluk jízdních myslivců – 3 eskadrony (asi 320 mužů[16]), plukovník Claude-Louis-Constant-Esprit-Juvénal Corbineau

  - divizní dělostřelectvo[33]
    - 1. rota 3. pluku jízdního dělostřelectva
- Lehká jezdecká divize (někdy uváděná jako brigáda[7][36]) – 9 eskadron jezdectva (více než 494 mužů),[33] brigádní generál Anne-François-Charles Treillard (velitel 1. brigády)[pozn. 34]
  - 1. brigáda – 494 mužů,[31] brigádní generál Anne-François-Charles Treillard
    - 9. husarský pluk – 3 eskadrony (asi 150 mužů[16]), Plukovník Etienne Guyot
    - 10. husarský pluk – 3 eskadrony (asi 160 mužů[16]), plukovník Louis-Chrétian-Carrière Beaumont

  - 2. brigáda – 514 mužů,[35] brigádní generál Jean-Louis-François Fauconnet[pozn. 35]
    - 13. pluk jízdních myslivců – 3 eskadrony (asi 270 mužů[16]), plukovník Nicolas Pultière
    - 21. pluk jízdních myslivců – 3 eskadrony (asi 260 mužů[16]), plukovník Jean-Baptiste Berruyer[35][38][39][pozn. 36]
- Lehká jezdecká brigáda – 6 eskadron jezdectva (610 mužů),[31] brigádní generál Edouard-Jean-Baptiste Milhaud[pozn. 37]
  - 16. pluk jízdních myslivců – 3 eskadrony (asi 210 mužů[16]), plukovník Antoine-Jean-Auguste-Henri Durosnel
  - 22. pluk jízdních myslivců – 3 eskadrony (asi 220 mužů[16]), plukovník Marie-Victor-Nicolas de Fay, markýz de Latour-Maubourg
- ženisté sboru[33]
  - 7. rota 2. sapérského praporu

### Záloha
Záloha k přímé dispozici císaři Napoleonovi:

#### Císařská garda
Císařská garda (Garde Impériale) byla určena k Napoleonově osobní ochraně a jako elitní záložní sbor armády.
Celkem asi 5 700 mužů: 6 praporů pěchoty (3 885 mužů), 8 eskadron a 1 rota jezdectva (1 159 mužů), 2 eskadrony elitního četnictva (cca 200 mužů), 24 děl (660 mužů)
- velitel: maršál Jean-Baptiste Bessières (generálplukovník gardového jezdectva)
  - náčelník štábu: brigádní generál François-Xavier Roussel
  - velitel dělostřelectva: plukovník Joseph-Christophe Couin
- gardová pěchota[8][41]
  - pluk pěších granátníků (Régiment de Grenadiers à pied de la Garde Impériale) – 2 prapory[6] (1 519 mužů[41]), velící plukovník (colonel commandant) brigádní generál Pierre-Augustin Hulin (nepřítomen, velel plukovník-major [colonel-major] Jean-Marie Dorsenne[6][42][43])
  - pluk pěších myslivců (Régiment de Chasseurs à pied de la Garde Impériale) – 2 prapory[6] (1 613 mužů[41]), velící plukovník brigádní generál Jérôme Soulès (major [major] Jean-Louis Gros[6][44])
  - pluk pěchoty Královské (italské) gardy – 2 prapory[6] (753 mužů[41]), velící plukovník Teodoro Lecchi
  - prapor námořníků – 1 prapor (asi 120 mužů[45]), kapitán François-Henri-Eugène Daugier[6][7][46][pozn. 38]
- gardové jezdectvo[8][41]
  - pluk jízdních granátníků (Régiment de Grenadiers à cheval de la Garde Impériale) – 4 eskadrony[6] (706 mužů[41]), velící plukovník brigádní generál Michel Ordener (plukovník Louis Lepic[6][47][48])
  - pluk jízdních myslivců (Régiment de Chasseurs à cheval de la Garde Impériale) – 4 eskadrony[6] (453 mužů včetně roty mameluků[41]), zastupující velící plukovník (colonel commandant en second) François-Louis de Morland (plukovník Nicolas Dahlmann[6][49])[pozn. 39]
  - rota mameluků (přičleněná k pluku jízdních myslivců) – 1 rota, chef d'escadrons Antoine Charles Bernard Delaître[6][7][50]
  - elitní legie četnictva (Légion d'Elite de Gendarmerie) – 2 eskadrony (asi 200 mužů[41]), zastupující velící plukovník Jean-Baptiste Jacquin[pozn. 40]
- gardové dělostřelectvo a dělostřelecký trén – 3 roty[6] (asi 660 mužů[41]), velící plukovník Joseph-Christophe Couin[8][41]
  - 2 roty lehkého (jízdního) dělostřelectva (16 děl[45])
  - 1 rota (jízdního) dělostřelectva italské Královské gardy (8 děl[45])
  - 4 roty dělostřeleckého trénu

#### Granátnická divize
Záložní granátnická divize (division de grandiers de la réserve), též divize spojených granátníků (grenadiers réunis) nebo jen Oudinotova granátnická divize, původně náležela k Lannesovu 5. sboru. Rozkazem z 22. listopadu 1803 byly vytvořeny elitní prapory z 12 pluků řadové a lehké pěchoty, do nichž byli vybíráni nejstatečnější a nejzkušenější vojáci pluku, na podzim 1804 z nich byla sestavena divize, od března 1805 vedená generálem Oudinotem.
Celkem asi 5 000–5 500 mužů a 10 děl: 10 praporů pěchoty (4 655 mužů), 8 děl (132 mužů)
- velitel: divizní generál Nicolas-Charles Oudinot, divizní generál Jean-Baptiste-Geraud Duroc[pozn. 41][54][55]
  - náčelník štábu: adjutant-komandant (adjudant-commandant) Antoine-Anatole-Gédéon Jarry[56]
  - velitel dělostřelectva: šéf eskadrony (chef d'escadron) Basile Guy Marie Victor Baltus[56][57]
  - velitel ženijního vojska: kapitán Jean-François Boniface Barailon[56][58][59][60]
  - 1. brigáda – 1 787 mužů[61], brigádní generál Claude-Joseph Laplanche-Mortières
    - 1. granátnický pluk (1er régiment de grenadiers) – 2 prapory[6] (z 13. a 58. řadového pluku[62]), plukovník Jacques Froment[62]
    - 2. granátnický pluk (2e régiment de grenadiers) – 2 prapory[6] (z 9. a 81. řadového pluku[62]), major Michel-Sylvestre Brayer[62]

  - 2. brigáda – 1 798 mužů[61], brigádní generál Pierre-Louis Dupas
    - 3. granátnický pluk (3e régiment de grenadiers) – 2 prapory[6] (z 2. a 3. lehkého pluku[62]), plukovník Jean-Adam Schramm[62]
    - 4. granátnický pluk (4e régiment de grenadiers) – 2 prapory[6] (z 28. a 31. lehkého pluku[62]), major Marc Cabannes de Puymisson[62]

  - 3. brigáda – 1 070 mužů[61], brigádní generál François-Amable Ruffin
    - 5. granátnický pluk (5e régiment de grenadiers) – 2 prapory[6] (z 12. a 15. lehkého pluku[62]), plukovník Jean-Claude Desailly[62]

  - divizní dělostřelectvo[8]
    - 1. rota 1. pluku pěšího dělostřelectva (6 děl[16])
    - 4. rota 5. pluku jízdního dělostřelectva (2 děla[16])

#### 3. dragounská divize
Původně náležela k Muratově jezdecké záloze.
Celkem asi 1300 mužů a 3 děla: 15 eskadron jezdectva (1373 mužů) a 3 děla (42 mužů)
- velitel: divizní generál Marc-Antoine-Bonin Beaumont, za bitvy brigádní generál Charles-Christoph Boyé (velitel 1. brigády)[pozn. 42][56][63]
  - 1. brigáda – 523 mužů[64], brigádní generál Charles-Christoph Boyé
    - 5. dragounský pluk – 3 eskadrony, plukovník Jacques-Nicolas Lacour[6][65][66]
    - 9. dragounský pluk – 3 eskadrony, plukovník Pierre-Honoré-Anne Maupetit[6][65][67]

  - 2. brigáda – asi 850 mužů[64], brigádní generál Nicolas-Joseph Scalfort
    - 8. dragounský pluk – 3 eskadrony, plukovník neznámý[pozn. 43][6][64][65]
    - 12. dragounský pluk – 3 eskadrony, plukovník Joseph Pages[pozn. 44][69][70]
    - 16. dragounský pluk – 3 eskadrony, plukovník François-Marie Clément de la Roncière[6][64][69]

  - divizní dělostřelectvo[8]
    - 3. rota 2. pluku jízdního dělostřelectva (3 děla[16])

## Spojenecká armáda
Spojené síly Ruského impéria romanovského cara Alexandra I. a Rakouského císařství habsburského panovníka Františka I., resp. dožívající Svaté říše římské národa německého (Františka II.), spočívaly v bitvě u Slavkova převážně na ruských bedrech. Jádro sestavy tvořila tzv. Podolská armáda (Подольская армия) generála Michaila Kutuzova, kterou car vyslal na podporu Dunajské armády (Donau-Armee) rakouského generála Karla Macka do Bavor, odkud po ulmské kapitulaci ustupovala před Napoleonem až na Moravu. Tam se k ní připojila Volyňská armáda (Волынская армия) ruského generála Friedricha Buxhöwdena a spolu s panovníkem i jeho imperiální garda. Tyto ruské síly doplňovaly za rakouskou stranu jen zbytky Dunajské armády uniknuvší před kapitulací, doplněné Záložním sborem (Reserve-Corps) pod velením Jana Liechtensteina.
Vrchním velitelem spojených sil byl ustanoven ruský generál Kutuzov a náčelníkem generálního štábu, který sestavil bojový plán, rakouský generálmajor Franz Weyrother. Společným velitelem prvních tří kolon, složených výhradně z ruských jednotek, byl generál Buxhöwden.
Celkem 96 praporů pěchoty, 92 eskadron a 27 sotní jezdectva. Údaje o početních stavech spojeneckých vojsk se rozcházejí ve větší míře nežli francouzská čísla, nejvíce se pohybují mezi 80 000 a 90 000 muži. Robert Goetz to zužuje na interval 80 000 až 82 500 mužů.

### Hlavní stan
- nejvyšší velitel: Alexandr I., imperátor vší Rusi (император Всероссийский)[76]
  - vrchní ubytovatel: generálporučík Petr Kornilovič Suchtelen[76][77]
  - insperktor dělostřelectva: generálporučík Alexej Andrejevič Arakčejev[76][77]
  - pobočníci imperátora:[76][77]
    - generálmajor kníže Petr Petrovič Dolgorukij-3[pozn. 46]
    - generálmajor kníže Grigorij Ivanovič Gagarin[77]
    - generálmajor Christofor Andrejevič Lieven
    - generálmajor Fedor Petrovič Uvarov
    - generálmajor kníže Dmitrij Michajlovič Volkonskij
    - generálmajor Ferdinand Fedorovič Winzingerode

  - eskorta: Pavlogradský husarský pluk – půl eskadrony (40 mužů)[76][77][pozn. 47]
- vrchní velitel: generál pěchoty Michail Illarionovič Goleniščev-Kutuzov[72]
  - náčelník hlavního štábu a službukonající (děžurnyj) generál: generálmajor kníže Pjotr M. Volkonskij[72]
  - službukonající generál: generálmajor Ivan Nikitič Inzov[77]
  - vrchní ubytovatel: generámajor Login Ivanovič Gerard[77]
  - velitel ruského dělostřelectva: generálporučík Petr Ivanovič Möller-Zakomelskij[77]
  - velitel ruského jízdního dělostřelectva: generálmajor Nikolaj Ivanovič Bogdanov[77]
  - velitel ruského dobrovolnického dělostřelectva: generálmajor Andrej Andrejevič Arakčejev[77]
  - velitel ženijního vojska: generál Glukov[77]
- velitel rakouské armády: polní podmaršál kníže Jan Liechtenstein[77]
  - pozorovatel: František I., císař rakouský[77]
  - pozorovatel: generálporučík kníže Karel Schwarzenberg[77]
  - vrchní ubytovatel: generálmajor Bubna[77]
  - pobočník: generálporučík Lambarti[77]
  - eskorta: kyrysnický pluk č. 1 císaře Františka (Kaiser) – 2 eskadrony (140 mužů)[77]
- náčelník spojeneckého generálního štábu (generální ubytovatel): generálmajor Franz von Weyrother[72]

### Spojenecký předvoj
Předvoj spojenecké armády, někdy nazývaný Bagrationův sbor, Bagrationův předvoj (Авангард Багратиона) či prostě avantgarda, byl ustaven improvizovaně 25. listopadu 1805 jako součást sloučené spojenecké armády. Zprvu byl umístěn u Brodku a 28. listopadu zahájil postup po císařské silnici na Brno, přičemž vyhnal předsunuté francouzské jednotky z Vyškova. V bitvě pak představoval pravé (severní) křídlo spojenecké sestavy a jeho úkolem bylo dobýt kopec Santon u Tvarožné, z nějž by mohl krýt dělostřelectvem postavení jezdectva.
Celkem 15 praporů pěchoty, 33 eskadron jezdectva, 15 kozáckých sotní, 7 rot dělostřelectva.
- velitel: generálporučík kníže Pjotr Ivanovič Bagration
  - velitelé pěchoty:[79] generálmajoři Markov, Ulanius, Kamenskij-2, Engelhardt, generál-adjutant kníže Dolgorukov
  - velitelé jezdectva:[79] generálmajoři Wittgenstein, Czaplic, Voropajskij
- 5. myslivecký pluk – 3 prapory (794 mužů[82]),[pozn. 50] šéf pluku: plukovník Fedor Grigorjevič Gogel, plukovník: podplukovník Fedor Ivanovič Pantenius
- 6. myslivecký pluk – 3 prapory (922 mužů[82]), šéf pluku: generálmajor Karl Karlovič Ulanius, plukovník: plukovník Ivan Petrovič Bělokopytov
- Archangelgorodský mušketýrský pluk – 3 prapory (1 931 mužů[82]), šéf pluku: generálmajor Nikolaj Michajlovič Kamenskij-2[pozn. 51], plukovník: plukovník Michail Ivanovič Berlizejev
- Staroingermanlandský mušketýrský pluk – 3 prapory (2 023 mužů[82]), šéf pluku: generálmajor Grigorij Grigorjevič Engelhardt-1, plukovník: neustaven
- Pskovský muškterýrský pluk – 3 prapory (2 050 mužů[82]), šéf pluku: generál pěchoty Michail Ilarionovič Goleniščev-Kutuzov, plukovník: generálmajor Jevgenij Ivanovič Markov-1
- kyrysnický pluk Jejího Veličenstva carevny[pozn. 52] – 5 eskadron (761 mužů[83]), šéf pluku: generálmajor Dmitrij Maximovič Jesipov-1 (odeslán s trénem do Ruska), plukovník: plukovník hrabě Jakov Osipovič Vitt[pozn. 53]
- Tverský dragounský pluk – 5 eskadron (794 mužů[82]), šéf pluku: generálmajor Pius Savelijevič Voropajskij, plukovník: neustaven
- Petrohradský dragounský pluk[pozn. 54] – 3 eskadron (1., 2. a 3. eskadrona, asi 300 mužů[82]),[pozn. 55] šéf pluku: generálporučík Vasilij Fedotovič Šepelev, plukovník: neustaven
- Pavlogradský husarský pluk – 10 eskadron (1 409 mužů[82]), šéf pluku: generálporučík Karl Fedorovič Bour, plukovník: plukovník Semen Davydovič Pančulidzev-2[pozn. 56]
- Mariupolský husarský pluk – 10 eskadron (1 234 mužů[82]), šéf pluku: generálmajor Petr Christoforovič Wittgenstein, plukovník: plukovník Alexej Andrejevič Laskin
- kozácký pluk Kiselevův – 5 sotní (asi 500 mužů[82]), plukovník: Kiselev[79][pozn. 57]
- kozácký pluk Sysojevův-1 – 5 sotní (asi 500 mužů[82]), plukovník: Sysojev-1[78][pozn. 58]
- kozácký pluk Malachovův – 5 sotní (asi 500 mužů[82]), plukovník: Malachov
- kozácký pluk Chanženkovův – 5 sotní (asi 500 mužů[82]), plukovník: Chanženkov-1[78][pozn. 59]
- dělostřelectvo[78]
  - 1 a půl lehké dělostřelecké roty (18 děl)
  - 2 baterijní dělostřelecké roty (24 děl)
  - 3 jezdecké dělostřelecké roty (36 děl)

### Předvoj 1. kolony
Předvoj 1. kolony, někdy nazývaný Kienmayerův předvoj (Kienmayer-Avantgarde) či Kienmayerův sbor, vznikl improvizovaně 25. listopadu 1805 jako součást spojené rusko-rakouské armády. V bitvě měl za úkol dobýt vesnici Telnice na jižním okraji fronty podél Zlatého potoka, otevřít tak cestu k postupu 1. kolony do týlu nepřítele a krýt její levé křídlo.
Celkem cca 6 800 mužů a 12 děl: 5 paporů pěchoty, 21 eskadron a 10 sotní jezdectva, 2 dělostřelecké roty a 1 ženijní rota.
- velitel: podmaršálek Michael von Kienmayer
- pěší brigáda – generálmajor Georg hrabě de Carneville[pozn. 61]
  - národní hraničářský pluk č. 7 brodský – 1 prapor (cca 500 mužů[90]), bez majitele, velitel: plukovník Paul von Radivojevič, velitel v bitvě: podplukovník Desulenovich[86]
  - národní hraničářský pluk č. 14 szekelský první[pozn. 62] – 2 prapory (cca 1 000 mužů[90]), bez majitele, velitel: Georg rytíř Knesevič[91]
  - národní hraničářský pluk č. 15 szekelský druhý[pozn. 62] – 2 prapory (cca 1 100 mužů[90]), bez majitele, velitel: plukovník Johann Grammont[91]
  - ženisté – 3 roty pionýrů vybavené dvěma pontonovými mosty[pozn. 63][86][92][93]
- jezdecká brigáda – generálmajor Karl von Stutterheim[86][94][pozn. 64]
  - švališerský pluk č. 3 O'Reilly[pozn. 65] – cca 5 eskadron (900 mužů),[86] majitel: Andreas hrabě O'Reilly, velitel: plukovník Friedrich hrabě Degenfeld-Schonburg[91]
  - hulánský pluk č. 1 Merveldt – ½ eskadrony (cca 60 mužů),[86] majitel: Maxmilián hrabě Merveldt, velitel: Ludwig hrabě Wallmodern-Gimborn[91]
- jezdecká brigáda – generálmajor Johann Nepomuk von Nostic-Rieneck[86][95][96]
  - hulánský pluk č. 2 Schwrzenberg – ½ eskadrony (cca 60 mužů),[86] majitel: Karl Filip kníže Schwarzenberg, velitel: plukovník Ignaz hrabě Hardegg, velitel v bitvě: rytmistr kníže Lubomirsky[86]
  - husarský pluk č. 4 Hessen-Homburg – asi 8 eskadron (cca 300 mužů),[90] majitel: Friedrich kníže Hessen-Homburg, velitel: Johann svobodný pán Mohr[91]
- jezdecká brigáda – generálmajor Moritz von Liechtenstein[86]
  - národní hraničářský pluk č. 11 szekelský[pozn. 62] – pravděpodobně 2 eskadrony (cca 360 mužů),[86] bez majitele, velitel: plukovník Gabriel Geringer von Oedenburg[91]
  - kozácký pluk Sysojevův – 5 sotní (asi 500 mužů[82]), plukovník: Sysojev-1[72][pozn. 66]
  - kozácký pluk Malentěvův – 5 sotní (asi 500 mužů[83]), plukovník: Melentěv[72][pozn. 66]
- dělostřelectvo[pozn. 67]
  - 2 lehké dělostřelecké roty (12 děl)[92]

### 1. kolona
První kolona (Kolonne Nr. 1, Первая колонна), tvořená výhradně ruskými jednotkami, vznikla při reorganizaci spojenecké armády u Olomouce 25. listopadu 1805. Jejím úkolem v bitvě bylo vyrazit od Újezda, prolomit nepřátelskou linii u Telnice, krýt přechod Zlatého potoka, srovnat se s čelem druhé kolony a poté prudce zaútočit na nepřátelské pravé křídlo.
Celkem 22 praporů pěchoty, 2,5 sotně kozáků, 6 dělostřeleckých rot a 1 ženijní rota, souhrnně asi 14 200 mužů a 64 děl.
- velitel: generálporučík Dmitrij Sergejevič Dochturov (šéf Moskevského pluku)
- 1. brigáda – generálmajor Fedor Fedorovič Lewis[pozn. 68] (šéf Jaroslavského pluku)
  - 7. myslivecký pluk – 1 prapor (3. prapor detašovaný od 3. kolony, 413 mužů[99]), velitel: pravděpodobně plukovník Pavel Petrovič Tolbuchin[98]
  - Novoingermanalndský mušketýrský pluk – 3 prapory (1 787 mužů[99]), šéf pluku: generálporučík Ivan Karlovič Rozen-1, plukovník: neustaven
  - Jaroslavský mušketýrský pluk – 3 prapory (1 337 mužů[99]), šéf pluku: generálmajor Fedor Fedorovič Lewis, plukovník: podplukovník Osip Karlovič Sokolovskij
- 2. brigáda[pozn. 69] – generálmajoři Nikolaj Jurijevič Urusov-1 (šéf Vjatského pluku) a Nikolaj Ivanovič Liděrs[pozn. 70] (šéf Brjanského pluku)
  - Kyjevský granátnický pluk – 3 prapory (1 172 mužů[99]), šéf pluku: generálporučík Karl Friedrich princ Sachsen-Weimar (tažení se neúčastnil), plukovník: generálmajor Ivan Nikitič Inzov
  - Vladimirský mušketýrský pluk – 3 prapory (1 543 mužů[99]), šéf pluku: generálmajor Sergej Kornelovič Ševljakov, plukovník: Timofej Ivanovič Zbijevskij
  - Bjanský mušketýrský pluk – 3 prapory (1 311 mužů[99]), šéf pluku: generálmajor Nikolaj Ivanovič Liděrs, plukovník: podplukovník Nikolaj Kirilovič Rubanov-1
  - Vjatský mušketýrský pluk – 3 prapory (1 289 mužů[99]), šéf pluku: generálmajor kníže Nikolaj Jurijevič Urusov-1, plukovník: plukovník Bibikov
  - Moskevský mušketýrský pluk – 3 prapory (1 637 mužů[99]), šéf pluku: generálporučík Dmitrij Sergejevič Dochturov (velitel 1. kolony), plukovník: neustaven
- kozácký pluk Děnisovův – 2,5 sotně (asi 200 mužů[99]),[pozn. 71] plukovník: Děnisov
- dělostřelectvo[98][pozn. 72]
  - 3 a čtvrt lehké dělostřelecké roty (38 děl)
  - 2 baterijní dělostřelecké roty (24 děl)
- ženisté[98]
  - 2. rota 2. praporu 2. pionýrského pluku – asi 160 mužů,[99] velitel: Kucevič

### 2. kolona
Druhá kolona (Kolonne Nr. 2, Вторая колонна), tvořená výhradně ruskými jednotkami, vznikla při reorganizaci spojenecké armády 25. listopadu 1805. Zprvu byla umístěna u Olšan a 28. listopadu zahájila postup podél císařské silnice na Brno. Ve slavkovské bitvě bylo jejím úkolem dle dispozice zdolání údolí mezi vesnicemi Sokolnice a Telnice a další postup v linii s čely první a třetí kolony.
Celkem 17 praporů pěchoty, 2 eskadrony jezdectva, 1 sotňa kozáků, 1 ženijní rota a dělostřelectvo, souhrnně asi 12 000 mužů a 30 děl.
- velitel: generálporučík hrabě Louis-Alexandre Andrault de Langeron[pozn. 73]
- 1. brigáda – generálmajor Zachar Dmitrijevič Olsufjev-3 (šéf Vyborského pluku)
  - 8. myslivecký pluk – 2 prapory (1. a 2. prapor, 572 mužů[101]), velitel: pravděpodobně podplukovník Dmitrij Konstantinovič Kolomara
  - Kurský mušketýrský pluk – 3 prapory (2 032 mužů[101]), šéf pluku: generálporučík Ignacy Przybyszewski (velitel 3. kolony), plukovník: plukovník Vasilij Ivanovič Manjukin
  - Permský mušketýrský pluk – 3 prapory (2 047 mužů[101]), šéf pluku: generálmajor Georgij Fridrichovič Wimpfen, plukovník: neustaven
  - Vyborský mušketýrský pluk – 3 prapory (2 052 mužů[101]), šéf pluku: Zachar Dmitrijevič Olsufjev-3, plukovník: podplukovník Egon Maximovič Pillar
- 2. brigáda – generálmajor Sergej Michajlovič Kamenskij-1 (šéf Fanagorijského pluku)
  - Fanagorijský granátnický pluk – 3 prapory (2 042 mužů[101]), šéf pluku: generálmajor Sergej Michajlovič Kamenskij-1, plukovník: Ivan Lavrentijevič Perepenin
  - Rjazaňský mušketýrský pluk – 3 prapory (2 054 mužů[101]), šéf pluku: generálmajor Ivan Stěpanovič Alexejev, plukovník: podplukovník hrabě Alexandr Ivanovič Benzel
- Petrohradský dragounský pluk – 2 eskadrony (4. a 5. eskadrona[101]), velitel: podplukovník Michail Dmitrijevič Balk[101]
- kozácký pluk Isajevův – 1 sotňa, plukovník: Isajev
- dělostřelectvo[98]
  - 2 a půl lehké dělostřelecké roty (30 děl)
  - 1 baterijní dělostřelecká rota (12 děl)
- ženisté[98]
  - 1. rota 2. praporu 2. pionýrského pluku – asi 160 mužů,[101] velitel: Berch

### 3. kolona
Třetí kolona (Kolonne Nr. 3, Третья колонна), tvořená výhradně ruskými jednotkami, vznikla při reorganizaci spojenecké armády u Olomouce 25. listopadu 1805. Jejím úkolem v bitvě byl postup z Prateckého návrší k sokolnickému zámku, prolomení nepřátelské linie a následný postup vpravo do týlu francouzských vojsk v prostoru mezi kobylnickými rybníky.
Celkem 18 praporů pěchoty, 1 ženijní rota a dělostřelectvo, souhrnně necelých 10 000 mužů a 30 děl.
- velitel: generálporučík Ignacy Przybyszewski[pozn. 75] (šéf Kurského pluku)
  - velitelé pěchoty:[104] generálporučík Wimpfen, generálmajoři Müller, Selechov, Strik
- 7. myslivecký pluk – 2 prapory (1. a 2. prapor, 823 mužů[105]), velitel: pravděpodobně generálmajor Ivan Ivanovič Miller-3[103][pozn. 76] (šéf pluku)
- 8. myslivecký pluk – 1 prapor (286 mužů[105]), velitel: neupřesněn[103][pozn. 77]
- Haličský mušketýrský pluk – 3 prapory (1 487 mužů[105]), šéf pluku: generálmajor Ivan Antonovič Lošakov, plukovník: plukovník Jakov Andrejevič Vojejkov-1
- Butyrský mušketýrský pluk – 3 prapory (2 055 mužů[105]), šéf pluku: generálmajor Fedor Borisovič Štrik,[pozn. 78] plukovník: podplukovník Michail Lvovič Treskin
- Podolský mušketýrský pluk – 3 prapory (799 mužů[105]), šéf pluku: generálmajor Michail Ivanovič Levickij, plukovník: podplukovník Nečajev
- Narvský mušketýrský pluk – 3 prapory (1 921 mužů[105]), šéf pluku: generálporučík Josif Vasilijevič Rothof, plukovník: neustaven
- Azovský mušketýrský pluk – 3 prapory (996 mužů[105]), šéf pluku: generálmajor Alexej Abramovič Selechov, plukovník: podplukovník Otto Vladimirovič Stackelberk
- dělostřelectvo[103]
  - 2 a půl lehké dělostřelecké roty (30 děl)
- ženisté[103]
  - 3. rota 1. praporu 1. pionýrského pluku – 160 mužů,[105] velitel: Vyrusov[pozn. 79]

### 4. kolona
Čtvrtá kolona (Kolonne Nr. 4, Четвертая колонна), smíšená rusko-rakouská, vznikla při reorganizaci spojenecké armády u Olomouce 25. listopadu 1805. Jejím velitelem byl sice určen rakouský polní zbrojmistr hrabě Jan Kolowrat, jenže ruské jednotky se odmítaly podřídit rakouskému velení, takže byl do jejich čela postaven generálporučík Michail Miloradovič, což ovšem narušovalo jak důvěru mezi spojenci, tak i koordinaci jejich činnosti. Úkolem kolony v bitvě bylo sestoupit z Prateckého návrší do údolí Zlatého potoka, projít Kobylnicemi, srovnat se do linie s prvními třemi kolonami a obsadit Šlapanice.
Celkem 27 praporů pěchoty, 2 eskadrony jezdectva, 6 dělostřeleckých rot, 2 ženijní roty, souhrnně asi 16 200 mužů a 76 děl. Z toho ruské síly: celkem 12 praporů pěchoty a dělostřelectvo.
- velitel rakouské části: polní zbrojmistr Jan Karel Kolowrat-Krakovský
- velitel ruské části: generálporučík Michail Andrejevič Miloradovič (šéf Apšeronského pluku)
- smíšená brigáda (předvoj kolony) – podplukovník Fedor Fedorovič Monachtin (plukovník Novgorodského pluku),[103][108] případně generálmajor Jan Josef Vodňanský z Wildenfeldu[109][110][pozn. 80]
  - Novgorodský mušketýrský pluk – 2 prapory (2. a 3. prapor, 825 mužů[111]), velitel obou praporů: podplukovník Fedor Fedorovič Monachtin[103]
  - Apšeronský mušketrýský pluk – 1 prapor (1. prapor, 402 mužů[111]), velitel praporu: nezjištěn[103]
  - dragounský pluk č. 1 arcivévody Jana (Erzherzog Johann) – 2 eskadrony (125 mužů[111]), majitel: arcivévoda Jan Křtitel, velitel: Ludvík svobodný pán Hentzy[91]
- ruská pěší brigáda – pravděpodobně generálmajor Grigorij Maximovič Berg (plukovník Maloruského pluku),[103] případně též generálmajor Sergej Jakovlevič Repninskij (šéf Novgorodského pluku)[pozn. 81]
  - Maloruský granátnický pluk – 3 prapory (1 446 mužů[111]), šéf pluku: generálmajor Karl Ludwig Friedrich Bádenský (tažení se neúčastnil), plukovník: generálmajor Grigorij Maximovič Berg[103]
  - Smolenský mušketýrský pluk – 3 prapory (1 398 mužů[111]), šéf pluku: generálmajor Petr Michajlovič Kljubakin, plukovník: plukovník baron Leontij Christoforovič Osten-Sacken[103]
  - Novgorodský muškterýrský pluk – 1 prapor (1. prapor, 412 mužů[111]), šéf pluku: generálmajor Sergej Jakovlevič Repninskij, plukovník: podplukovník Fedor Fedorovič Monachtin[103]
  - Apšeronský mušketýrský pluk – 2 prapory (2. a 3. prapor, 805 mužů[111]), šéf pluku: generálporučík Michail Andrejevič Miloradovič, plukovník: neustaven[103]
- rakouská pěší brigáda – generálmajor Heinrich hrabě von Rottermund[91][112][113]
  - řadový pěší pluk č. 20 Kaunitz-Rietberg – 1 prapor (6. fyzilírský[108], asi 300 mužů[111]), majitel: František Václav hrabě Kaunitz-Rietberg, velitel: plukovník Albert hrabě Murray de Melgum
  - řadový pěší pluk č. 23 Salzburg – 6 praporů (1. granátnický, 2., 3., 4. a 6. fyzilírský[108][pozn. 82], asi 2 800 mužů[111]), majitel: Ferdinand kurfiřt salcburský, velitel: plukovník Ferdinand svobodný pán Sterndahl[108][pozn. 83]
  - řadový pěší pluk č. 24 Auersperg – 1 prapor (6. fyzilírský[108], asi 600 mužů[111]), majitel: Karel kníže Auersperg, velitel: plukovník Leopold svobodný pán Trauttenberg, velitel v bitvě: podplukovník baron Bach[108]
- rakouská pěší brigáda – generálmajor František Jirčík[91]
  - řadový pěší pluk č. 1 císaře Františka (Kaiser) – 1 prapor (6. fyzilírský[108], asi 700 mužů[111]), majitel: římský/rakouský císař František II./I., druhý majitel: Thomas svobodný pán Brady, velitel: plukovník Nikolaus von Kayser, velitel v bitvě: major baron Lesch[108]
  - řadový pěší pluk č. 9 Czartoryski – 1 prapor (2. fyzilírský[108], asi 600 mužů[111]), majitel: Adam kníže Czartoryski, velitel: plukovník Franz von Wouvermans, velitel v bitvě: setník Delbecutto Orlandini[108]
  - řadový pěší pluk č. 29 Lindenau – 1 prapor (6. fyzilírský[108], asi 400 mužů[111]), majitel: Karl von Lindenau, velitel: plukovník Anton von Hammer, velitel v bitvě: podplukovník Lorenz von Seauveaud[108]
  - řadový pěší pluk č. 38 Württemberg – 1 prapor (3. fyzilírský[108], asi 500 mužů[111]), majitel: Ferdinand vévoda württemberský, velitel: plukovník Ferdinand von Reinhardt
  - řadový pěší pluk č. 40 Mitrowski – 1 prapor, majitel: Josef hrabě Mitrovský, velitel: Ignác svobodný pán Buol von Beerenberg[pozn. 84]
  - řadový pěší pluk č. 49 Kerpen – 1 prapor (6. fyzilírský[108], 312 mužů[111]), majitel: Wilhelm svobodný pán Kerpen, velitel: plukovník Josef von Mayer, velitel v bitvě: major Mahlern[108]
  - řadový pěší pluk č. 55 Reuss-Greitz – 1 prapor (6. fyzilírský[108], asi 300 mužů[111]), majitel: Jindřich XIII. kníže Reuss-Greitz, velitel: plukovník Franz von Koller[91][114]
  - řadový pěší pluk č. 58 Beaulieu – 1 prapor (3. fyzilírský[108], asi 500 mužů[111]), majitel: Peter von Beaulieu, velitel: plukovník Andreas Lind
  - myslivci vídeňského dobrovolnického praporu – 2 roty, majitel: neustaven, velitel: neznámý[91]
- dělostřelectvo[103][115][pozn. 85]
  - 2 lehké dělostřelecké roty (24 děl)
  - 1 baterijní dělostřelecká rota (12 děl)
  - další asi 3 roty
- ženisté[pozn. 86]
  - 2 roty pionýrů[106]
  - 3 roty pionýrů-ženistů se dvěma mostními soupravami[92]

### 5. kolona
Pátá kolona (Kolonne Nr. 5, Пятая колонна), výhradně jezdecká smíšená rusko-rakouská, vznikla při reorganizaci spojenecké armády u Olomouce 25. listopadu 1805. Jejím velitelem byl sice určen rakouský generál jezdectva Jan Liechtenstein, jenže ruské jednotky se odmítaly podřídit rakouskému velení, a tak byla kolona fakticky rozdělena na rakouskou a ruskou část: Hoheloheho a Uvarovovu. Úkolem kolony v bitvě bylo krytí prostoru mezi Blažovicemi a Holubicemi a případná podpora Bagrationova útoku na Jiříkovice. Reálně se však vojska při svém přesunu na určené pozice zdržela, když se proplétala mezi pěchotou, a zároveň se rozpadla na menší části provádějící vlastní bojové akce.
Celkem 48 eskadron jezdectva, 10 sotní kozáků a 3 dělostřelecké roty, souhrnně asi 7000 mužů a 24 děl. Z toho ruské síly: celkem 30 eskadron jezdectva, 11,5 sotně kozáků a dělostřelectvo.
- velitel: polní podmaršál kníže Jan Liechtenstein
- rakouská těžká jezdecká divize – polní podmaršál Friedrich Karl Wilhelm von Hohenlohe-Ingelfingen[119]
  - těžká jezdecká brigáda – generálmajor Johann hrabě Caramelli[120]
    - kyrysnický pluk č. 5 Nassau-Usingen – 8 eskadron (asi 300 mužů[83]), majitel: Fridrich August princ Nassau-Usingen, velitel Friedrich von Minutillo[119]

  - těžká jezdecká brigáda –  generálmajor Conrad von Weeber[121]
    - kyrysnický pluk č. 1 císaře Františka (Kaiser) – 6 eskadron (asi 420 mužů[83]), majitel: římský/rakouský císař František II./I., velitel: plukovník Wilhelm baron von Motzen[119]
    - kyrysnický pluk č. 7 Lothringen – 8 eskadron (asi 300 mužů[83]), majitel: Karl Eugen princ Lothringen Lambese, velitel: plukovník Clemens svobodný pán Thünefeld[119][pozn. 88]
- ruská smíšená jezdecká divize – generálporučík generál-adjutant Fedor Petrovič Uvarov[118]
  - velitelé jezdectva: generálporučíci Essen-2 a Šepelev, generálmajor Pernickij[116]
  - 1. brigáda – generálporučík Alexandr Alexandrovič von Essen-2[118]
    - hulánský pluk Jeho Imperátorské Výsosti (J. I. V.) careviče Konstantina Pavloviče[pozn. 89] – 10 eskadron (1 386 mužů[83]), šéf pluku: velkokníže Konstantin Pavlovič, plukovník: generálmajor Anton Sergejevič Čalikov
    - kozácký pluk Gordějevův – 5 sotní (asi 500 mužů[83]), plukovník: Gordějev
    - kozácký pluk Isajevův – 4 sotně (asi 500 mužů[83])[pozn. 90], plukovník: Isajev[pozn. 91]
    - kozácký pluk Děnisovův – 2,5 sotně (asi 300 mužů[83]), plukovník: Vasilij Timofejevič Děnisov

  - 2. brigáda – generálporučík Fedor Petrovič Uvarov[118]
    - Černigovský dragounský pluk – 5 eskadron (752 mužů[83]), šéf pluku: generálporučík Alexandr Alexandrovič von Essen-2, plukovník: plukovník Ivan Davydovič Pančulidzev-1
    - Charkovský dragounský pluk – 5 eskadron (741 mužů[83]), šéf pluku: generálmajor Varfalomej Kajetanovič Gižickij, plukovník: Minickij
    - Jelizavetgraský husarský pluk – 10 eskadron (1 356 mužů[83]), šéf pluku: generálmajor Jerofej Kuzmič von der Osten-Sacken-3, plukovník: plukovník Grigorij Ivanovič Lisaněvič

  - dělostřelectvo[118]
    - pravděpodobně 2 jezdecké dělostřelecké roty (24 děl)

### Záloha

#### Ruská carská garda
Imperátorská garda (Императорская Гвардия) byla ustavena v září 1700, za vlády Alexandrova předchůdce Pavla I. došlo k jejímu výraznému posílení a k postupnému členění jejího velení na pěchotu, jezdectvo a dělostřelectvo. Během válečného tažení roku 1805 garda postupovala spolu s granátnickým plukem osobní stráže od 22. srpna ze Sankt-Petěrburgu k Brestu a dále přes území Rakouského císařství do Olomouce, kam dorazila 24. listopadu. V bitvě u Slavkova měla působit jako záloha.
Celkem 10 parporů pěchoty, 17 eskadron jezdectva a 4 roty dělostřelectva, souhrnně asi 11 200 mužů a 40 děl.
- velitel: velkokníže Konstantin Pavlovič Romanov, následník trůnu
  - velitelé pěchoty:[124] generálmajoři Maljutin, Depreradovič-1 a Lobanov
  - velitelé jezdectva:[124] generálporučík Kologrivov, generálmajoři Depreradovič-2 a Jankovič
- gardová pěchota[pozn. 92] – generálporučík Petr Fedorovič Maljutin (plukovník Izmajlovského pluku)
  - Preobraženský gardový pěší pluk – 2 prapory (1 491 mužů[125]), plukovník: generálporučík hrabě Petr Alexandrovič Tolstoj (nebyl přítomen u pluku), velící důstojník: plukovník Michail Timofejevič Kozlovskij-1
  - Semjonovský gardový pěší pluk[pozn. 93] – 2 prapory (1 487 mužů[125]), plukovník: generálmajor Leontij Ivanovič Depreradovič-1 (velel brigádě gardové pěchoty), velící důstojník: plukovník Ivan Andrejevič Veljaminov
  - Izmajlovský gardový pěší pluk – 2 prapory (1 461 mužů[125]), plukovník: generálporučík Petr Fedorovič Maljutin, velící důstojník: Matvěj Jefgrafovič Chrapovickij
  - gardový myslivecký prapor – 1 prapor (483 mužů[125]), šéf pluku: generálporučík kníže Petr Ivanovič Bagration (velel armádnímu předvoji), velící důstojník: plukovník hrabě Emanuel Francevič de Saint Priest
  - granátnický pluk osobní stráže[pozn. 94] – 3 prapory (2 134 mužů[125]), šéf pluku: Jeho Imperátorské Veličenstvo (J. I. V.) Alexandr I., plukovník: generálmajor Vasilij Michajlovič Lobanov
- gardové jezdectvo – generálmajor Andrej Semenovič Kologrivov (plukovník gardového husarského pluku)
  - kavalergardský pluk – 5 eskadron (766 mužů[125]), plukovník: generálmajor Nikolaj Ivanovič Dereradovič-2
  - tělesný gardový jezdecký pluk (garde du corps) – 5 eskadron (784 mužů[125]), plukovník: generálmajor Ivan Fedorovič Jankovič de Mirijevo[pozn. 95]
  - gardový husarský pluk – 5 eskadron (690 mužů[125]), plukovník: generálmajor Andrej Semenovič Kologrivov, velící důstojník: plukovník Ilja Michajlovič Duka
  - gardový kozácký pluk – 2 eskadrony (295 mužů[125]), velící důstojník: plukovník Petr Avramovič Černozubov-5[123][pozn. 96]
- gardové dělostřelectvo
  - gardový dělostřelecký prapor[123]
    - 1 baterijní dělostřelecká rota (10 děl)
    - 2 lehké dělostřelecké roty (20 děl)
    - 1 jezdecká dělostřelecká rota (10 děl)
- gardoví ženisté[124][pozn. 97]
  - 1 rota pionýrů